# Антигва и Барбуда на Светском првенству у атлетици на отвореном 2019.
Антигва и Барбуда је учествовала на 17. Светском првенству у атлетици на отвореном 2019.  одржаном у Дохи од 27. септембра до 6. октобра учествовала седамнаести пут, односно учествовала је на свим првенствима до данас. Репрезентацију Антигве и Барбуде представљао је 1 атлетичар који се такмичио у трци на 100 м.,
На овом првенству такмичар Антигве и Барбуде није освојио ниједну медаљу нити је остварио неки резултат.

## Учесници
Мушкарци:
- Cejhae Greene — 100 м

## Резултати

### Мушкарци
| Атлетичар     | Дисциплина | Лични рекорд | Предтакмичење | Предтакмичење | Квалификације | Квалификације | Полуфинале           | Полуфинале           | Финале               | Финале       | Детаљи |
| Атлетичар     | Дисциплина | Лични рекорд | Резултат      | Место         | Резултат      | Место         | Резултат             | Место                | Резултат             | Место        | Детаљи |
| ------------- | ---------- | ------------ | ------------- | ------------- | ------------- | ------------- | -------------------- | -------------------- | -------------------- | ------------ | ------ |
| Cejhae Greene | 100 м      | 10,00        | Слободан      | Слободан      | 10,33         | 5. у гр. 3    | Није се квалификовао | Није се квалификовао | Није се квалификовао | 33 / 65 (68) |        |